# Џунејт Чакир
Џунејт Чакир (тур. Cüneyt Çakır; Истанбул, 23. новембар 1976) је турски фудбалски судија из Истанбула.
Био је један од 12 судија на Европском првенству у фудбалу 2012. а судио је и на Светском првенству у фудбалу 2014..